# Taśma klejąca

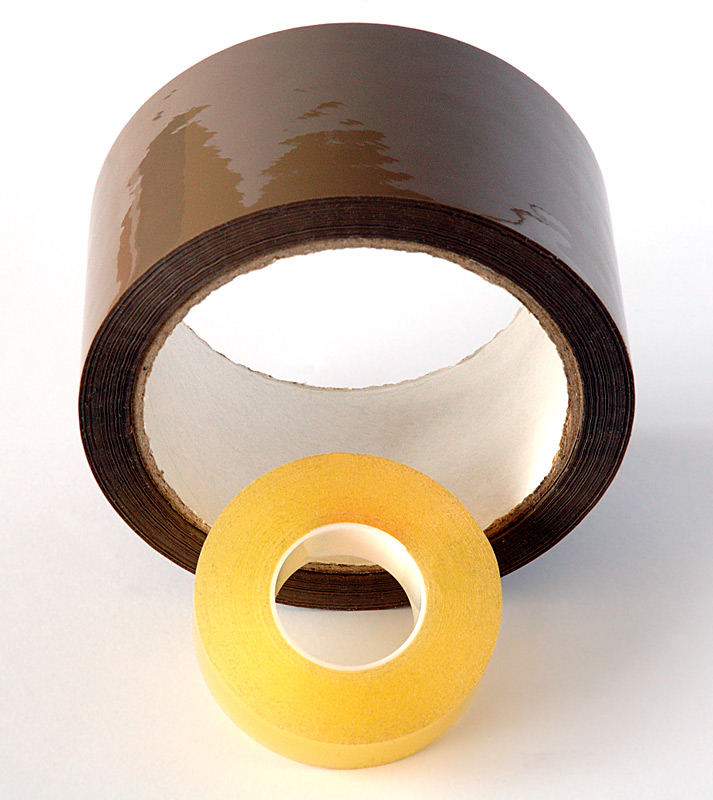
Taśmy klejące

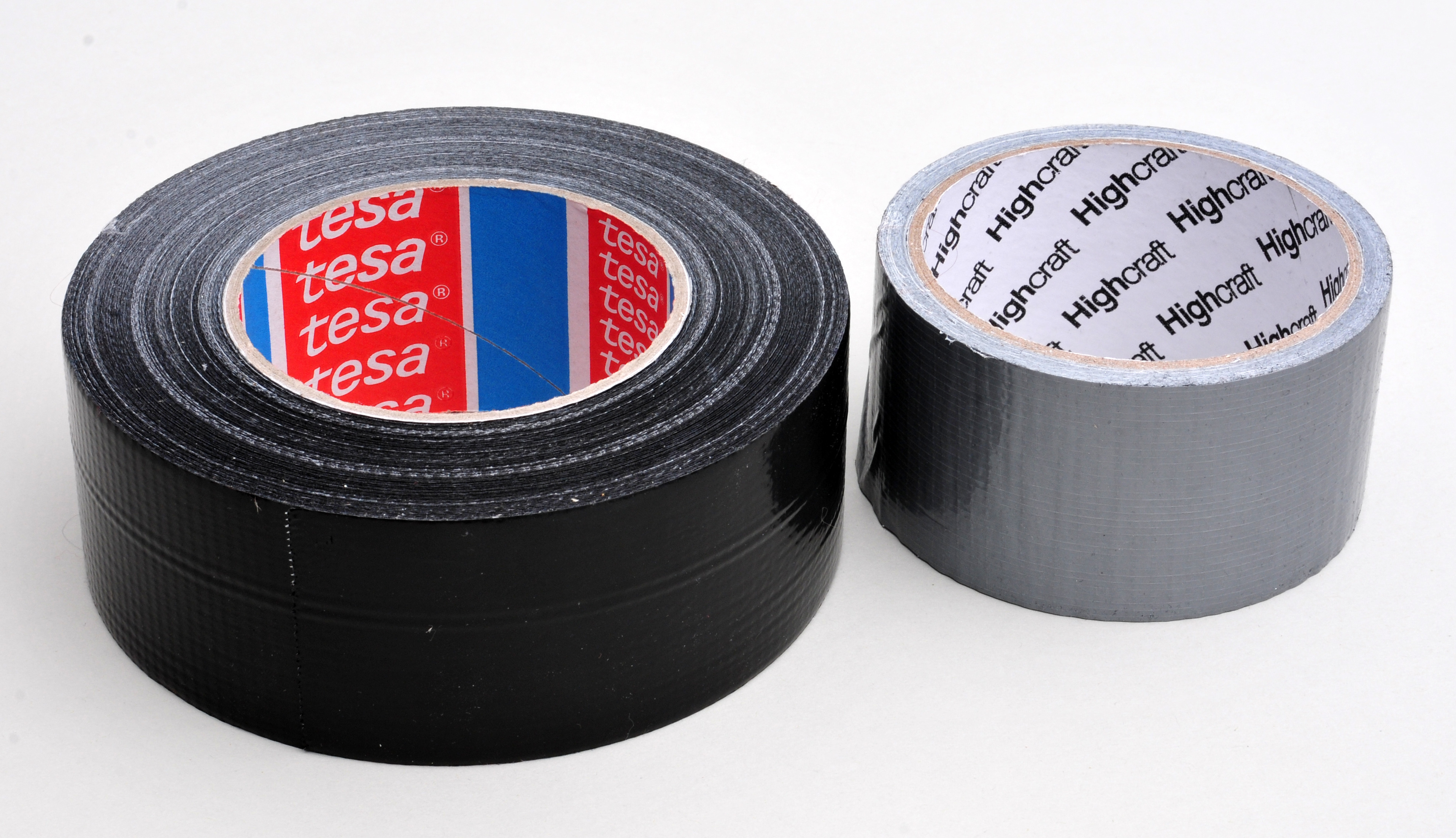
Tkaninowe taśmy klejące

Taśma klejąca, taśma samoprzylepna – rodzaj taśmy z elastycznego tworzywa sztucznego o grubości dziesiętnych części milimetra, pokryta warstwą specjalnego kleju po jednej lub obu stronach.

## Historia
Pierwowzorem biurowej taśmy klejącej była taśma używana od 1925 roku w warsztatach samochodowych do zabezpieczenia malowanych aut. Jej pomysłodawcą był amerykański wynalazca Richard Drew z przedsiębiorstwa 3M. Pierwsza biurowa bezbarwna taśma samoprzylepna przedsiębiorstwa 3M pojawiła się w 1930 roku. Pierwotnie klej umieszczano jedynie na jej brzegach, co uznane zostało za przejaw skąpstwa i do taśmy przylgnęła nazwa „szkocka” (ang. scotch tape, dla pejoratywnego określenia oszczędnego producenta). Od roku 1945 przedsiębiorstwo 3M na opakowaniach taśmy umieszcza szkocką kratę, zaś nazwa Scotch pozostaje zastrzeżonym znakiem towarowym należącym do tej spółki.

## Emisja promieniowaniapowiązana z użytkowaniem
W 2008 roku w czasopiśmie Nature ukazała się publikacja informująca, że standardowa taśma klejąca rozwijana w próżni jest wydajnym źródłem promieniowania rentgenowskiego. Promieniowanie z taśmy jest wystarczająco silne do wykonania zdjęcia rentgenowskiego. 

## Rodzaje taśm

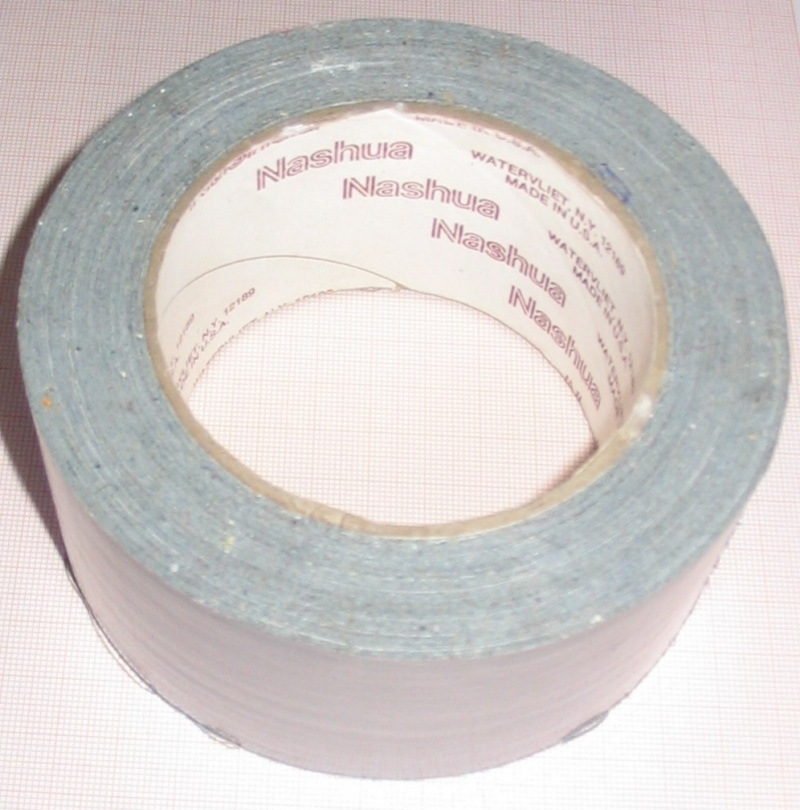
Szara taśma klejąca

- Taśma montażowa – dwustronna taśma klejąca wykonana ze spienionego tworzywa, o dużej wytrzymałości mechanicznej i trwałości łączenia. Stosuje się ją do szczelnego łączenia elementów wykonanych z różnych materiałów[6].
- Tkaninowa taśma klejąca lub tekstylna taśma klejąca (duct tape) – szczególny rodzaj mocnej taśmy klejącej, wzmocniony tkaniną. Produkowana jest od 1942 roku przez koncern Johnson & Johnson, początkowo na użytek armii amerykańskiej. Wojsko zamówiło ją jako środek do uszczelniania skrzynek z amunicją, ale taśma szybko znalazła inne zastosowania[7].
- Taśma akrylowa – najpowszechniejszy rodzaj taśmy klejącej, której nośnikiem jest polipropylen, charakteryzujący się dużą wytrzymałością oraz odpornością na wilgoć i niskie temperatury. Warstwę klejącą taśmy stanowi akryl, mocny klej o dobrych parametrach czepnych. Stosowana jest często do pakowania paczek o niewielkich gabarytach.